# Polemonium himalaicum
Polemonium himalaicum är en blågullsväxtart som beskrevs av A.K. Skvortsov och G.M.Proskuryakova. Polemonium himalaicum ingår i släktet blågullssläktet, och familjen blågullsväxter. Inga underarter finns listade i Catalogue of Life.